# Роман Рохас, Самуэль

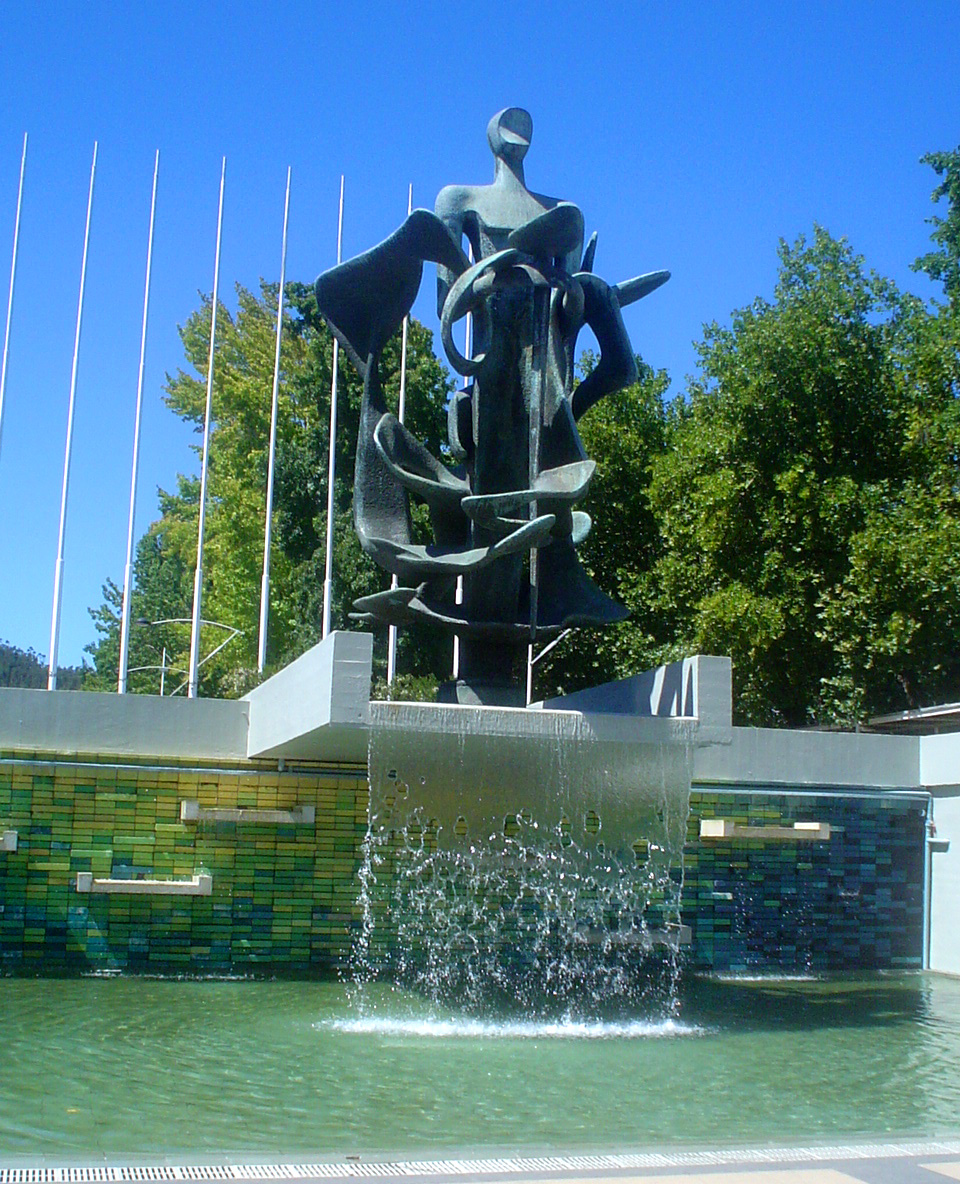
Памятник основателю Консепсьонского университета Энрике Молина в Консепсьоне работы Самуэля Романа Рохаса

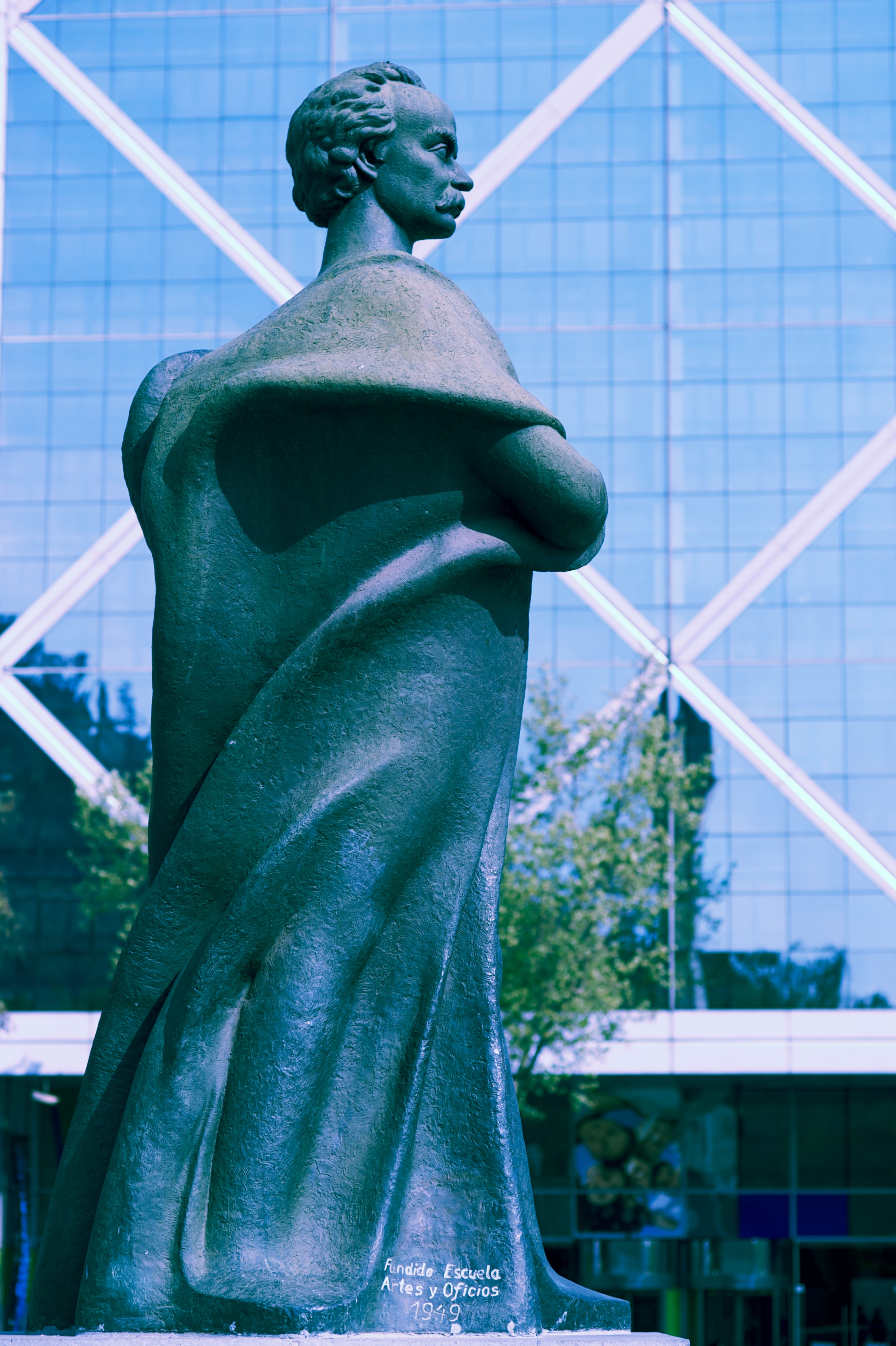
Памятник президенту Хосе Мануэлю Бальмаседа в Сантьяго

 Самуэль Роман Рохас  (исп.  Samuel Román Rojas 8 декабря 1907, Ранкагуа, Чили — 7 апреля 1990, Сантьяго, Чили) — чилийский скульптор.

## Творчество
Родился в 1907 году в Ранкагуа, учился в институте О’Хиггинса в своём родном городе. С 1924 по 1928 год продолжил учёбу в Сантьяго в Школе изящных искусств университета Чили. Вместе с ним учились Лаура Родиг и Хосе Перотти. В 1937 году Самуэль Роман Рохас получил стипендию Гумбольдта, которая позволила ему учиться в Берлинской академии искусств. По возвращении на родину работал преподавателем в Школе прикладного искусства.
В 1939 году стал работать техническим директором Национального музея изящных искусств. По роду своей деятельности посетил Италию, Бразилию, Аргентину и Венесуэлу.
В 1943 году основал Школу ваяния «Педро Агирре Серда».
В 1944 году назначен членом Национального совета памятников.
В 1958 году избран академиком факультета искусств университета Чили.
С 1966 по 1967 год путешествовал по Европе, побывал в Германии, Бельгии, Франции, Италии и СССР.

## Награды
- Золотая медаль Официального Салона Вальпараисо (1930)
- Первая премия Официального Салона Сантьяго (1935)
- Почётная премия на Международной выставке прикладного искусства в Берлине (1938)
- Гран-при Мадридского биеннале (1951)
- Поощрительная премия на VI Биеннале Сан-Паулу (1961)
- Национальная премия искусств Чили (1964)